# Нидеруна

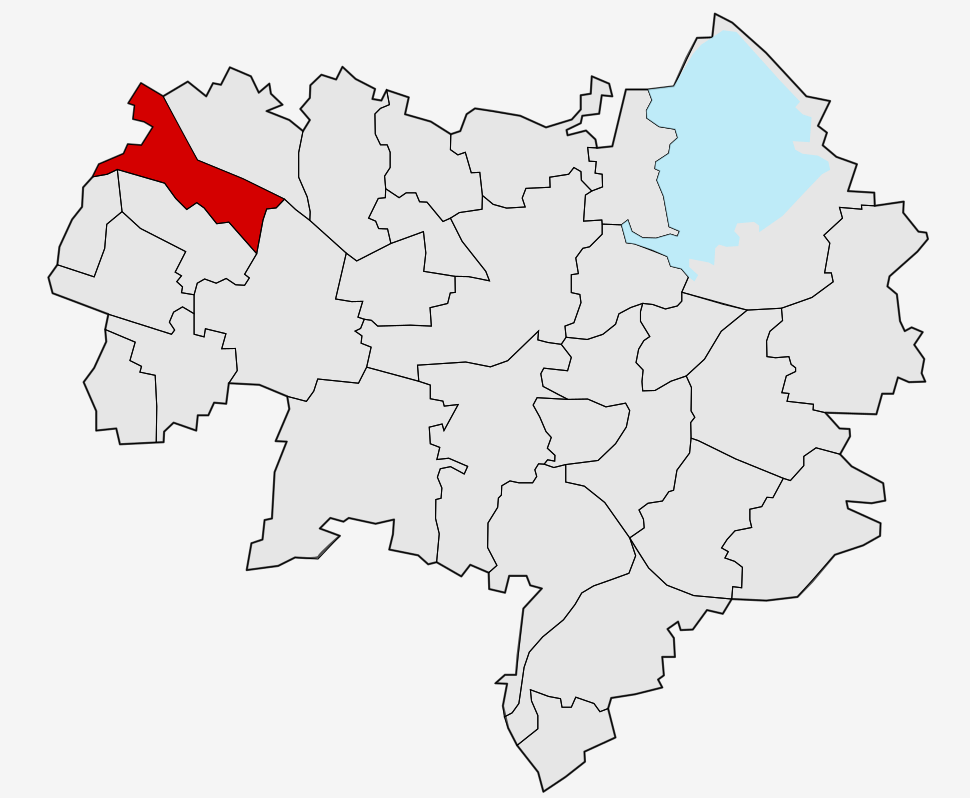
Нидеруна на городской карте Баутцена

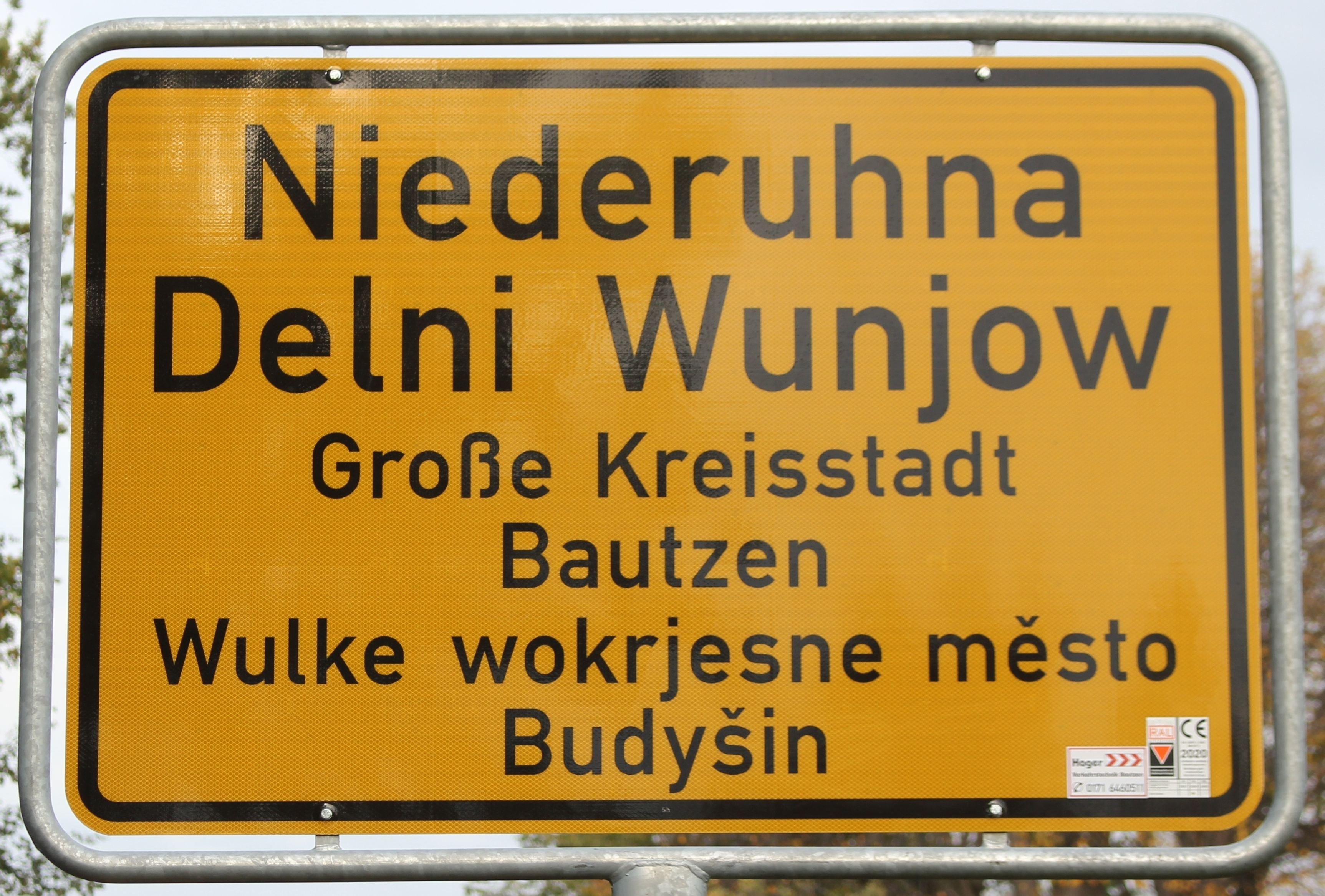
Двуязычный дорожный указатель

Ни́деруна или Де́льни-Ву́нёв (нем. Niederuhna; в.-луж. Delni Wunjow) — сельский населённый пункт в Верхней Лужице, находящийся с 1999 года в городских границах Баутцена, Германия. Район Баутцена.

## География
Населённый пункт находится примерно в шести километрах на северо-запад от исторического центра Баутцена. На юго-востоке от деревни находится холм Шафберг (нем. Schafberg, славянское наименование — Во́вча-Го́ра (в.-луж. Wowča hora) высотой 201,6 метров, на котором находится доисторический могильник более чем с двумя тысячами захоронениями. Этот могильник является одним из крупнейших археологических памятников в Германии.
Через деревню проходит автомобильная дорога K7276, соединяющая населённый пункт на юге с деревней Горни-Вунёв и на северо-востоке с деревней Смохчицы.
Соседние населённые пункты: на северо-востоке — деревня Смохчицы (в городских границах Баутцена), на востоке — деревня Малы-Вельков (в городских границах Баутцена), на юго-востоке — деревня Слона-Боршч (в городских границах Баутцена), на юге — деревня Горни-Вунёв (в городских границах Баутцена), на юго-западе — деревня Лешава (в городских границах Баутцена), на западе — Мышецы и Сульшецы (обе в коммуне Гёда) и на северо-западе — Гаслов коммуны Гёда и деревня Лагов коммуны Нешвиц.
Серболужицкий краевед Михал Росток в своём сочинении «Ležownostne mjena» упоминает земельные наделы в окрестностях деревни под наименованиями: Dźěłošća, Wólšinka, Chrósty, Winica, Klony, Hajki, Lešawki, Čěžki, Podwosty = Pod wostami, Němc [hórka], Liški.

## История
Впервые упоминается в 1500 году под наименованиями «Clein Vnaw». До 1936 года деревня была административным центром одноимённой коммуны. C 1936 по 1948 года входила в состав коммуны Шмохтиц, с 1948 по 1969 года — в коммуну Зальценфорст, с 1969 по 1994 года — в коммуну Зальценфорст-Больбриц, с 1994 по 1999 года — в коммуну Клайнвелька. В 1999 году вошла в городские границы Баутцена.
В настоящее время деревня входит в состав культурно-территориальной автономии «Лужицкая поселенческая область», на территории которой действуют законодательные акты земель Саксонии и Бранденбурга, содействующие сохранению лужицких языков и культуры лужичан.
Исторические немецкие наименования
- Clein Vnaw, 1500
- Cleyn Unaw, Nedir Unaw, 1505
- Nydder Vnaw, 1511
- Vnder Vnaw, 1531
- Nieder Vnaw, Klein Vnaw, 1573
- Nieder Uhna, 1568

Историческое серболужицкое наименование
- Delni Hunjow[7]

## Население
Официальным языком в населённом пункте, помимо немецкого, является также верхнелужицкий язык.
Согласно статистическому сочинению «Dodawki k statisticy a etnografiji łužickich Serbow» Арношта Муки в 1884 году в деревне проживало 79 человека (из них — 74 лужичанина (94 %)).
| 1834 | 1871 | 1890 | 1910 | 1925 | 2020 |
| ---- | ---- | ---- | ---- | ---- | ---- |
| 78   | 80   | 78   | 72   | 59   | 27   |

## Достопримечательности
Культурные памятники федеральной земли Саксония
Всего в деревне находится шесть объектов памятников культуры и истории:
- Каменный дорожный указатель, первая половина XIX века, перекрёсток между деревнями Нидеруна, Шмохтиц и Лога.
- Каменный дорожный указатель, 1850 год, между деревнями Нидеруна и Оберуна.
- Жилой дом с сараем и хлевом, 1790—1820, Niederuhna 5
- Жилой дом, 1790—1820, Niederuhna 9
- Жилой дом с трёхсторонним двором, 1820—1850, Niederuhna 10
- Хозяйственная постройка (сени) с трёхсторонним двором, около 1820 года, Niederuhna 10